# 八十川勝
八十川 勝（やそかわ まさる、男性）は、日本の映画監督・映像作家・脚本家・俳優。愛知県生まれ。キリスト教徒。

## 来歴・人物
愛知県出身、兵庫県在住。
甲南大学卒業後、1997年〜2000年まで、CGアニメーターとして映像プロダクションに勤務。ゲームのオープニング映像の制作などを担当する。
2000年独立、専門学校、大学の非常勤講師としてCG、及び、映像の授業を担当しつつ、映像クリエイターとして活動する。
2004年に地域密着型映画製作団体「垂水映画」を設立、制作・監督・脚本・編集を担当する。以後、年1作品以上のペースで作品を作り続ける。2008年までは本名の八十川勝ではなく、真猿名義で活動していた。
2008年に監督したファンタジー映画 『チョチン？ル〜デル　Vol1 前編・後編』（真猿名義）は第10回インディーズムービー・フェスティバルで準入選する。
2009年に監督したホラー映画『ゾンビチャイルド』は、俳優辻岡正人、ジュニアアイドル夢原まひろを出演に迎えた初の商業作品となった。全国のDVDレンタル店にて販売、レンタルされる。
2011年10月、CM 『そーいうことですわ。』　を制作。大阪府主催のOSAKA LOVERS CMコンテストで大賞を受賞。
ショートムービー『青森AOMORI』を制作、青森県主催のあおもりムービーコンテスト2011・Rにて、入賞、エンコム賞受賞。
今西洋貴を出演に迎えたショートムービー『神戸、4月物語』を制作。神戸市主催「神戸夜景のショートムービー」にてコンテスト入選。
2012年、夢原まひろ、高尾五色季出演のホラー映画『鬼子母神の子守唄』を制作。
CM『いつも中心に福（29）がある市　宍粟市』を制作。宍粟市主催の宍粟市知名度アップCMコンテストにて優秀賞受賞。
2013年、初の青春長編映画『ひよこカラー』を監督、劇場公開される。
ショートムービー『放課後　カトウ先生とサトウ先生』を制作、ラブドリ・恋愛クリエイター大賞にて審査員特別賞受賞。
『鬼子母神の子守唄　愛梨』制作、前作とともに商業作品となり、全国リリース、DVDレンタル店にて販売、レンタルされる。
2015年、CM『ええやん！ながた』制作、ええやんながた動画コンテストにて優秀賞受賞。CM『ゆけ！鉄人！』制作、ええやんながた動画コンテストにて審査員特別賞受賞。
2016年に『どんぐりコーヒーのおいしい煎れ方』を監督。
5月には世界三大映画祭の一つである第69回カンヌ国際映画祭（Festival de Cannes）の短編映画フィルムマーケットに当たる「ショートフィルムコーナー」に出品される。
この年以降、海外の国際映画祭への出品、選出回数が急速に増え始める。
2017年には『Today,I am going to introduce my partner』がCalifornia International Film Festival and Davis Chinese Film Festibal2017の短編部門で作品賞に選ばれる。
大日本帝国陸軍の陸軍大将の田中静壱は、大叔父にあたる。

## 映画
『難病飛行』(2023年) 出演：高原悠成　前田聖成　岸本ゆめか　竹中楓香　白澤康宏
『Song For The Loser』（2021年）主演：前田涼翔　Ryoga Maeda　出演：猪野又健
- 2021年 横濱インディペンデント・フィルム・フェスティバル 2021　ジャック＆ベティ賞受賞

『夏の光、夏の音』（2019年）主演：北原夕　Kazuki　出演：星川恵美　熊田佳奈子
- 2023年 沖縄NICE映画祭1　沖縄NICE映画祭特別賞受賞

『鬼子母神の子守唄　直子』（2015年）
『鬼子母神の子守唄　愛梨』（2013年）
『ひよこカラー』（2013年）出演：夢原まひろ　高尾五色季
『鬼子母神の子守唄』（2012年）出演：夢原まひろ　高尾五色季
- 2018年 地球と人が笑う映画祭　八十川勝監督特集上映

『ゾンビチャイルド』（2010年）出演：辻岡正人　夢原まひろ

## ショートフィルム
『ヴァンパイアハンター・ザビエル』(2023年) 
- 2023年 The 大阪 48 Hour Film Project 2023　観客賞1位受賞、最優秀メイクアップ賞受賞、最優秀美術賞受賞、最優秀監督賞ノミネート

『ゆめかさくら』(2022年) 
- Yes We Cannes　準優勝

『おでのみりょく』(2022年) 
- 2022年 The 大阪 48 Hour Film Project 2021　最優秀監督賞受賞、観客賞受賞、主演男優賞受賞、美術賞受賞、作品賞3位受賞

『ぼくの友達、カンタ』(2021年) 
- 2021年 The 大阪 48 Hour Film Project 2021　最優秀作品賞受賞、最優秀監督賞受賞、審査員特別賞受賞、主演男優賞受賞

『discommunication』（2018年）主演：星川恵美　Nadira Akhonova　出演：恵水流生
- 2019年 Light & Future International Film Festival　入選　セミファイナリスト
- 2019年　The Lift-Off Sessions　入選
- 2019年 地球と人が恋する映画祭　上映

『愛梨と唯』（2017年）主演：星川恵美
- 2019年　The Lift-Off Sessions　入選

『朝、目が覚めたら』（2017年）主演：星川恵美
- 2018年 第71回カンヌ国際映画祭（Festival de Cannes）ショートフィルムコーナー部門／出品（マーケット・スクリーニングによりフェスティバル・パレスDで上映）
- 2018年 地球と人が笑う映画祭　八十川勝監督特集上映

『Listen to My Singing Voice』（2017年）主演：北原夕
- 2019年 Golden Earth Film Award 2019 ３位受賞
- 2019年 Light & Future International Film Festival 入賞　ファイナリスト
- 2019年 Independent Talents International Film Festival 入選　セミファイナリスト
- 2019年 Short Cine Fest　入選
- 2019年 DADASAHEB PHALKE INTERNATIONAL FILM FESTIVAL 2020　入選
- 2019年 大府ショートフィルムフェスティバル　自由部門　入選
- 2018年 Cine Fern　入選
- 2018年 Red Wood Film Festival　入選
- 2018年 Direct Short and Documentary Film Festival　入選
- 2018年 地球と人が笑う映画祭　八十川勝監督特集上映
- 2017年 第70回カンヌ国際映画祭（Festival de Cannes）ショートフィルムコーナー部門／出品（マーケット・スクリーニングによりフェスティバル・パレスDで上映）
- 2017年 Motion For Pictures　入選　セミファイナリスト
- 2017年 Aab International Film Festival　入選
- 2017年 Our Shorts Their Shorts Film Screenings 2020　入選
- 2017年 MedFF　入選

『たんぽぽコーヒーのおいしい飲み方』（2016年）主演：夢原まひろ
- 2018年 地球と人が笑う映画祭　八十川勝監督特集上映

『どんぐりコーヒーのおいしい煎れ方』（2016年）主演：高尾五色季
- 2018年 International Film Festival "Cinema and You" 入選　セミファイナリスト
- 2018年 地球と人が笑う映画祭　八十川勝監督特集上映
- 2017年 AFC Global Fest　入選
- 2016年 第69回カンヌ国際映画祭（Festival de Cannes）ショートフィルムコーナー部門／出品
- 2016年 San Mauro Film Festival 入賞　セミファイナリスト
- 2016年 International Monthly Film Festivall 入選

『Today,I am going to introduce my partner』（2017年）
- 2018年 Inshort Film Festival 2019　入選
- 2017年 California International Film Festival and Davis Chinese Film Festival　短編部門作品賞受賞

- 放課後　カトウ先生とサトウ先生 (2013年)
- 2013年　ラブドリ・恋愛クリエイター大賞　審査員特別賞受賞
- 放課後　保健室のサトウ先生 (2013年)
- 2013年　ラブドリ・恋愛クリエイター大賞　審査員特別賞受賞
- 放課後　理科室のカトウ先生 (2013年)
- 2013年　ラブドリ・恋愛クリエイター大賞　審査員特別賞受賞

- いつも中心に福（29）がある市　宍粟市 (2012年)
- 宍粟市CMコンテスト　優秀賞受賞

- ふえがきこえる (2012年)
- 神戸、四月物語 (2011年)

- チョチン？ル〜デル Vol1 前編 (2007年) (真猿名義)
- チョチン？ル〜デル Vol1 後編 (2007年) (真猿名義)
- AMAZING GRACE (2004年) (真猿名義)

## 出演
- 大阪外道（2011年）（石原貴洋監督）
- 大阪蛇道（2012年）（石原貴洋監督）
- おおわいこ（2013年）（仲谷進監督）
- 恋の映画を作ろう（2013年）（大木ミノル監督）

## テレビ出演
- ニュースリアル KANSAI
- 十人十色

## その他
- MyDO（2006年 視覚効果担当）（TOYOKI監督）
- 怪怪怪　映像で見せる恐怖の実話怪談（2006年 オープニング映像制作）（中山市朗監修）